# Liste der Bürgermeister von Figueira da Foz

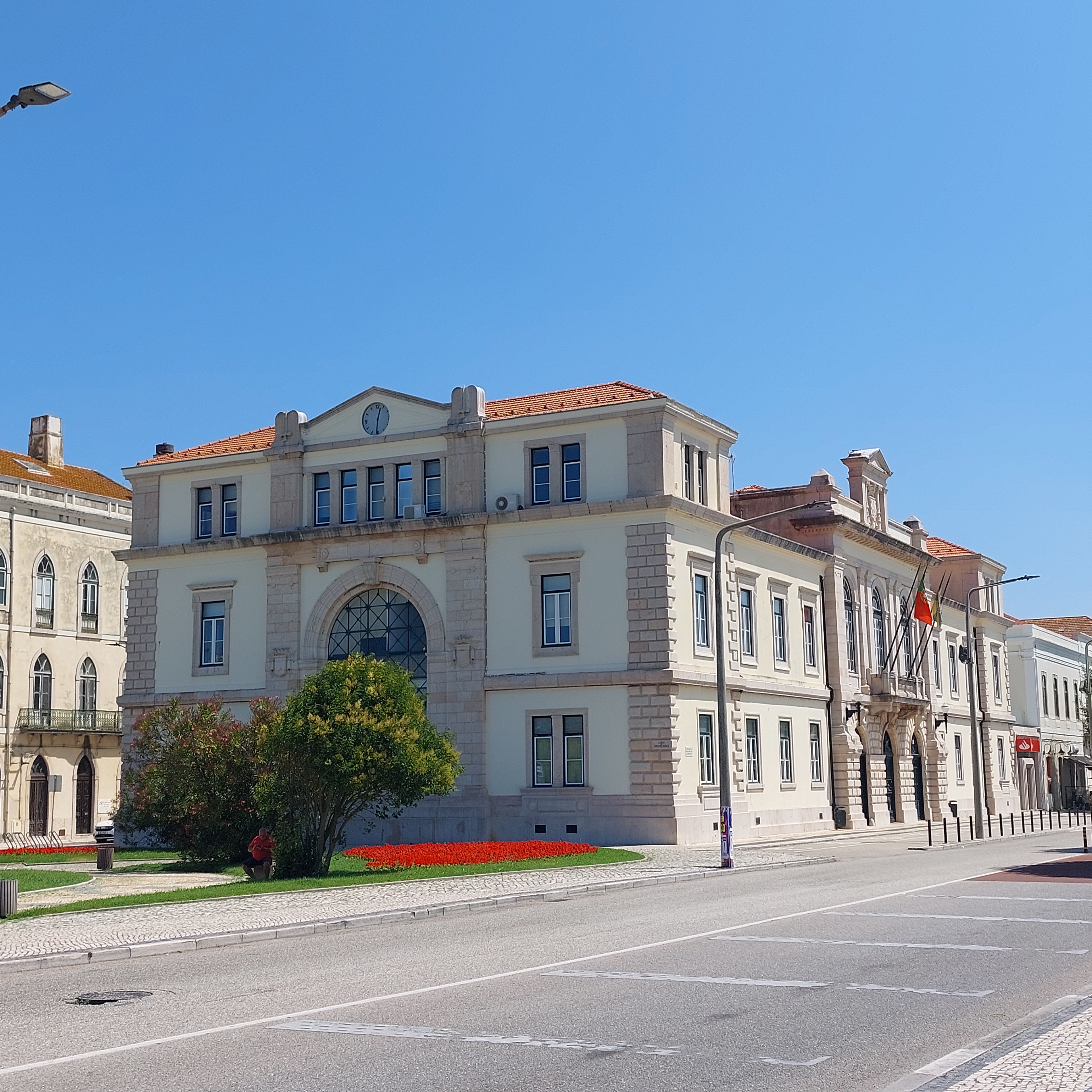
Das Rathaus von Figueira da Foz

Die Liste der Bürgermeister der Stadt Figueira da Foz enthält alle Presidentes da Câmara Municipal da Figueira da Foz (Portugiesisch für: „Präsident der Stadtverwaltung von Figueira da Foz“) der portugiesischen Stadt Figueira da Foz. Der Presidente da Câmara in Portugal entspricht einem Bürgermeister oder Oberbürgermeister im deutschsprachigen Raum.
Die Liste führt alle Bürgermeister der Dritten Republik, also alle frei gewählten obersten kommunalen Amtsträger der Stadt seit der Nelkenrevolution 1974 auf. Erstmals wurden in den Kommunalwahlen in Portugal 1976 am 12. Dezember 1976 neue Kommunale Verwaltungsorgane in Portugal (portugiesisch: Autarquias locais) gewählt.
Anfänglich wurden stets Vertreter der sozialdemokratischen Partei Partido Socialista (PS) gewählt, bis ab 1997 die konservativ-liberale Partido Social Democrata (PSD) den Wahlsieger stellte. Nachdem 2009 wieder die PS das Bürgermeisteramt zurückeroberte, gewann 2017 erstmals eine freie Bürgerliste, unter Führung des ehemaligen PSD-Mitglieds und früheren Bürgermeisters von Figueira da Foz (und Lissabon), Santana Lopes.

## Liste der Bürgermeister von Figueira da Foz seit 1976
- 1976–1979: José Manuel Teixeira Leite (PS)
- 1979–1982: Joaquim Barros Sousa (PS)
- 1982–1997: Manuel Aguiar de Carvalho (PS)
- 1997–2001: Pedro Santana Lopes (PSD)
- 2001–2009: António Duarte Silva (PSD)
- 2009–2017: João Ataide das Neves (PS)
- seit 2017: Pedro Santana Lopes (Bürgerliste Figueira A Primeira)